# Пајпстон (Минесота)
Пајпстон (енгл. Pipestone) град је у америчкој савезној држави Минесота.

## Демографија
По попису из 2010. године број становника је 4.317, што је 37 (0,9%) становника више него 2000. године.
| Група             | 2000.         | 2010.         |
| Белци             | 4.014 (93,8%) | 3.841 (89,0%) |
| Афроамериканци    | 12 (0,3%)     | 40 (0,9%)     |
| Азијати           | 32 (0,7%)     | 48 (1,1%)     |
| Хиспаноамериканци | 41 (1,0%)     | 223 (5,2%)    |
| Укупно            | 4.280         | 4.317         |